# باسیلوس آنتراسیس

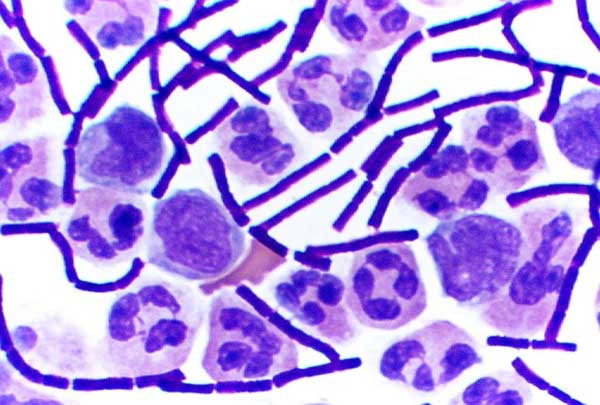
رنگ‌آمیزی گرم برای نمونه‌های خونی گرفته شده از سیاه زخم

باسیلوس آنتراسیس یک باکتری گرم مثبت میله ای شکل و عامل بیماری سیاه‌زخم، یک بیماری کشنده برای دام ها و گاهی اوقات انسان ها است. این گونه تنها پاتوژن اجباری باسیلوس ها است. لویی پاستور برای اولین بار این عامل را در گوسفندها مشاهده کرد و پس از چند سال توانست واکسن آن را تهیه کند. باسیلوس آنتراسیس هوازی-بی هوازی اختیاری است.

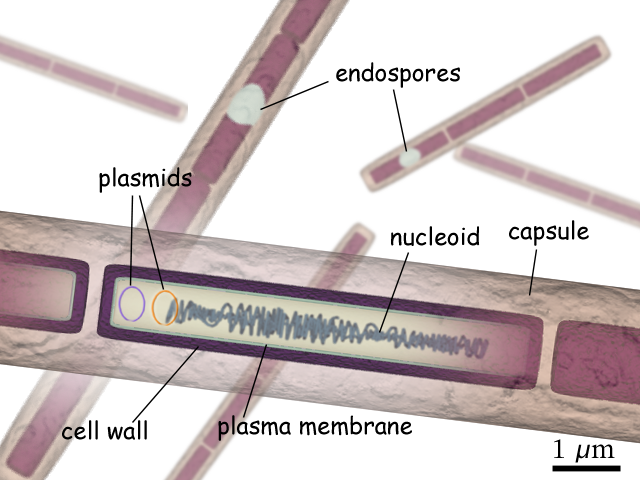
ساختار باسیلوس آنتراسیس

باسیلوس آنتراسیس دارای شکل خاصی است آن‌ها باسیل‌های نامتحرک با انتهای صاف هستند زمانی که از خون جدا می‌شوند دارای کپسول هستند ولی در محیط کشت هیچگاه کپسول ندارند. طول آن‌ها حدود ۳ تا ۵ میکرومتر و عرض آن‌ها ۱ تا ۱/۲ میکرومتر اندازه‌گیری شده است. بر روی محیط کشت کلنی‌های نسبتاً بزرگ نامنظم و مسطح، بدون خون‌کافت و خاکستری‌رنگ است. در خون معمولاً فاقد اسپور هستند ولی در شرایط هوازی در مجاورت سرم و دی‌اکسید کربن تولید اسپور می‌کنند اسپور این باکتری به‌صورت بیضی و تقریباً مرکزی است. اسپور باسیلوس آنتراسیس به فنول ۱۵٪ تا ۱۵ روز مقاوم است و ۶۰ درجه سانتی‌گراد را ۳ دقیقه تحمل می‌کند و حتی حرارت مرطوب را تا سه ساعت تحمل می‌کند. اسپور، شدیداً نسبت به پنی‌سیلین‌ها حساس است.
کپسول این باکتری بر خلاف دیگر باکتری‌های پروتئینی است و پلیمری از اسید گلوتامیک می‌باشد.

## بیماری‌زایی
باسیلوس آنتراسیس از طریق تولید سم یا توکسین به میزبان حمله می‌کند. به‌طور دقیق‌تر بیماری‌زایی باسیلوس آنتراسیس به دو عامل مربوط است: کپسول و توکسین. به این ترتیب که کپسول، باکتری را در برابر بیگانه‌خوارها و سایر عوامل دفاع غیراختصاصی بدن محافظت می‌کند و توکسین یا سم از سه جزء مهم پروتئینی تشکیل شده‌است. کپسول این باکتری (بر خلاف کپسول سایر باکتری‌ها) از جنس پلی‌پپتیدی متشکل از اسید آمینهٔ دی‌گلوتامیک اسید است.